# Acer laevigatum
Acer laevigatum, el arce suave o arce nepal es una especie atípica de arce nativa del sur de China (Guizhou, Hong Kong, Hubei, Shanxi, Sichuan, Xizang, Yunnan), norte de la India (Arunachal Pradesh, Sikkim), el norte de Birmania, Nepal y el norte de Vietnam. Crece en altitudes moderadas de 1,000 a 2,000 m, con un clima monzónico húmedo.

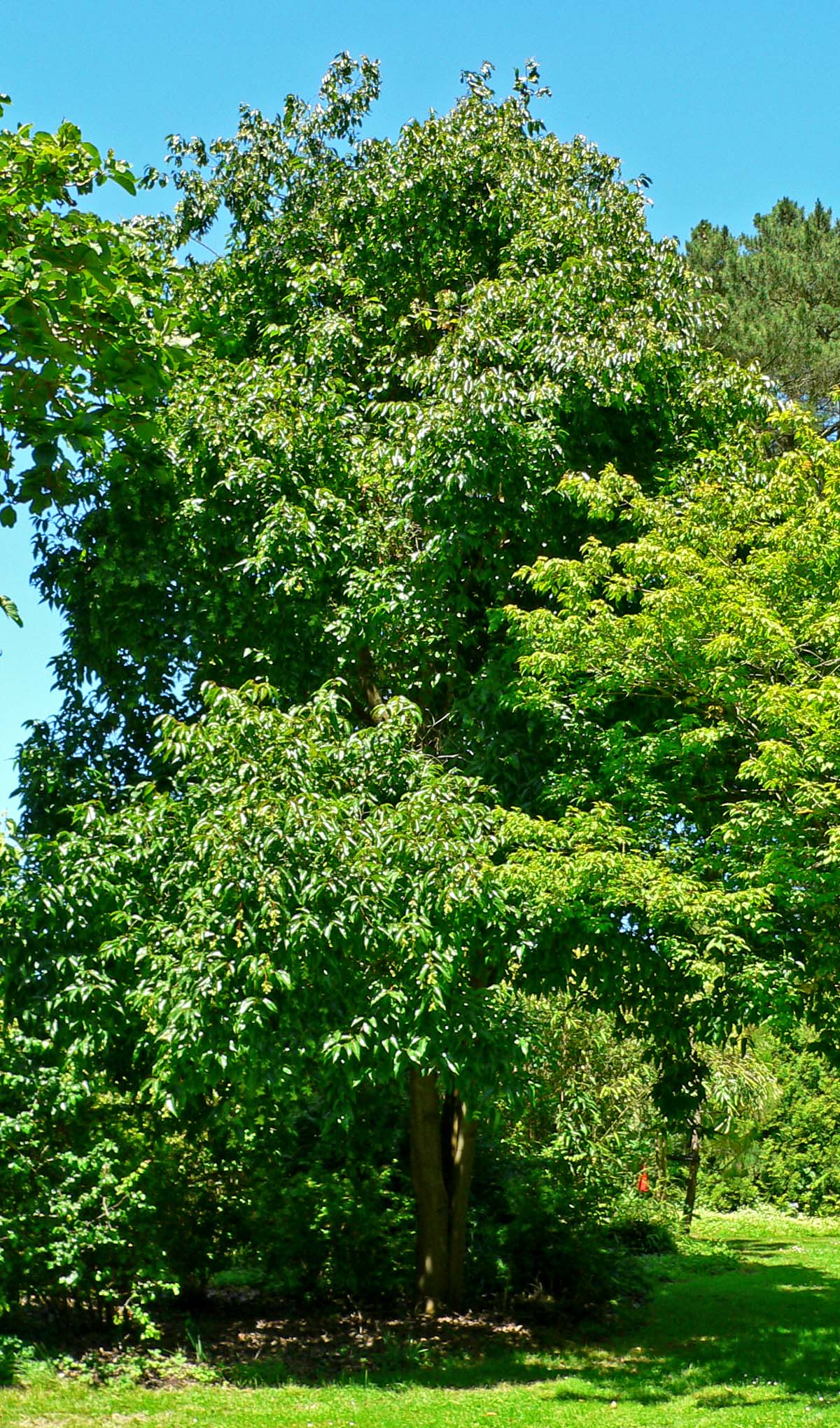
Vista del árbol

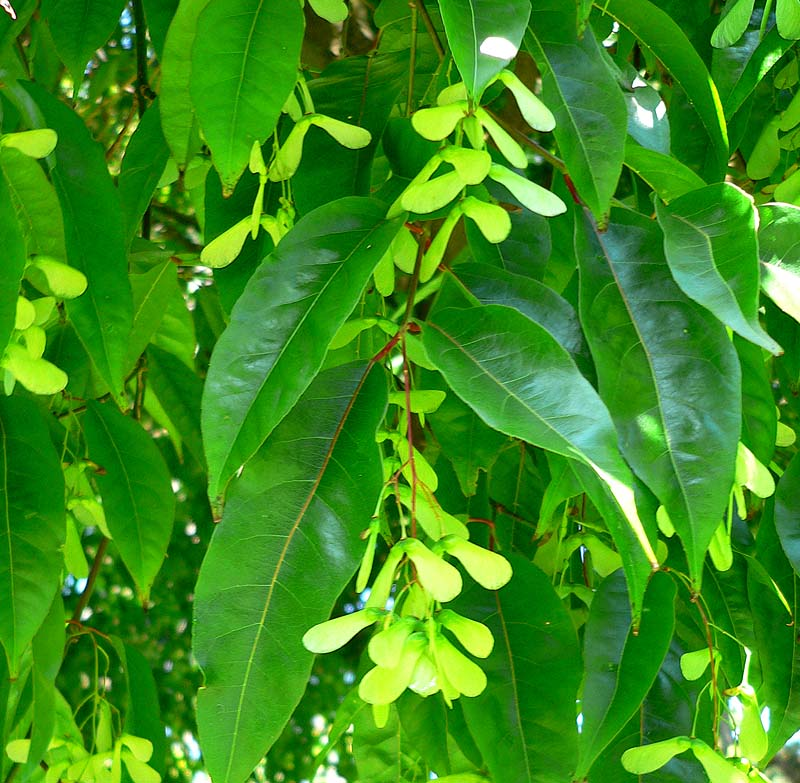
Hojas

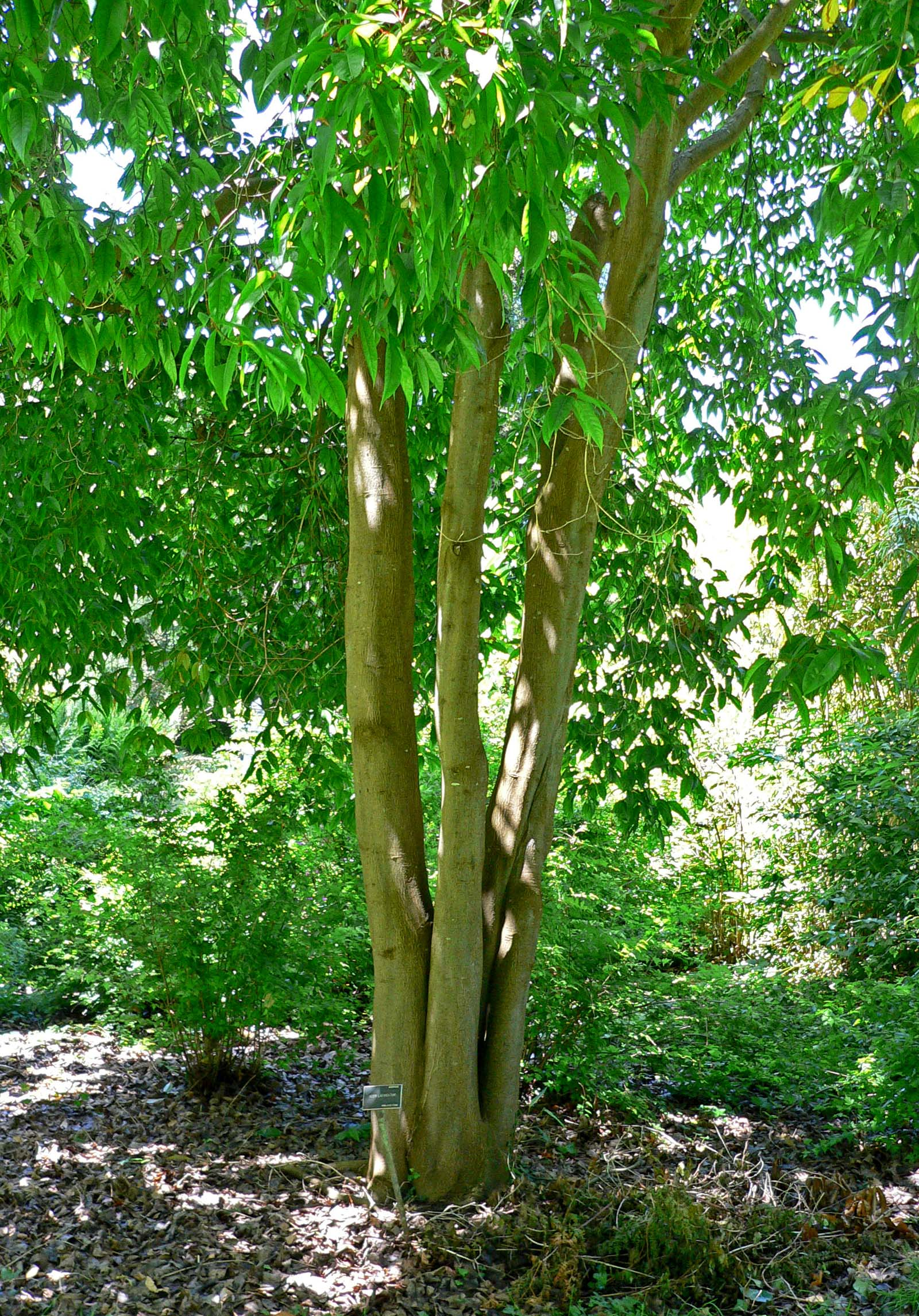
Detalle del tronco

## Descripción
Es un árbol perennifolio que crece hasta una altura de 10 a 15 metros o más, con el tronco de un diámetro de 50 cm. Las hojas son lisas, sin lóbulos, coriáceas, verde oliva, y unos 6 a 15 cm de largo y 3 a 5 cm de ancho, con un corto pecíolo de 1 a 1.5 cm. Las hojas son normalmente persistentes, y sólo baja en invierno en temperaturas inusuales y violentamente heladas.
Las sámaras son de 4 a 7 cm de largo y tienen un tono violáceo.

## Taxonomía
Hay dos variedades, que pueden no ser totalmente distinta:
- Acer laevigatum var. laevigatum (syn. A. hainanense Chun & W.P.Fang). La especie con la mayor parte en su área de distribución. Hojas glabras (sin pelo).
- Acer laevigatum var. salweenense (W.W.Smith) J.M.Cowan ex W.P.Fang (syn. A. salweenense W.W.Smith). Yunnan. Hojas pubescentes (suave).

## Cultivo
Este árbol es muy raramente visto en las colecciones de arce, ya que es demasiado sensible para muchos lugares, con el cultivo exitoso del norte de Irlanda en Europa y el suroeste de Columbia Británica en América del Norte. En Cornualles hay uno de 17 m de altura (Registro de árboles de las islas británicas).

## Taxonomía
Acer laevigatum fue descrita por Nathaniel Wallich y publicado en Plantae Asiaticae Rariores 2: 3, pl. 104. 1830.
Etimología
Acer: nombre genérico que procede del latín ǎcěr, -ĕris = (afilado), referido a las puntas características de las hojas o a la dureza de la madera que, supuestamente, se utilizaría para fabricar lanzas. Ya citado en, entre otros, Plinio el Viejo, 16, XXVI/XXVII, refiriéndose a unas cuantas especies de Arce.
laevigatum: epíteto latíno que significa "dentado".
Sinonimia
- Acer laevigatum var. angustum Pax
- Acer laevigatum f. angustum (Pax) Schwer.
- Acer laevigatum var. dimorphifolium (Metcalf) W.P.Fang & W.K.Hu
- Acer laevigatum var. laevigatum
- Acer laevigatum var. salweenense (W.W.Sm.) Cowan ex W.P.Fang
- Acer oblongum var. angustum (Pax) Wesm.
- Acer oblongum var. laevigatum (Wall.) Wesm.[10]